# Дик, Херберт
Херберт Дик (англ. Herbert Dick; род. 2 сентября 1979, Кадома, Западный Машоналенд) — зимбабвийский футболист, защитник и опорный полузащитник.

## Биография
Херберт Дик родился 2 сентября 1979 года в южнородезийском городе Кадома (сейчас в Зимбабве).
Играл в футбол на позициях правого и центрального защитника и опорного полузащитника.
В 2002—2005 годах выступал за «Амазулу» из Булавайо, в составе которого в сезоне-2002 стал бронзовым призёром чемпионата Зимбабве, а год спустя — его победителем. 
В 2006 году играл за зимбабвийский «Монотапа Юнайтед» из Хараре.
В сезоне-2006/07 провёл 11 матчей в чемпионате Польши за варшавскую «Легию», мячей не забивал. Стал бронзовым призёром чемпионата.
В 2007 году вернулся в Зимбабве, где провёл оставшуюся часть карьеры в командах из Булавайо. В 2007—2008 году защищал цвета «Хайлендерс», в 2009—2010 годах — «Банту Роверс», в 2011—2012 годах — «Чикен Инн», в 2013—2015 годах — «Хау Майе». Дважды был призёром чемпионата Зимбабве: серебряным в сезоне-2007 и бронзовым в сезоне-2012.
В 2003-2007 годах провёл 10 матчей за сборную Зимбабве, мячей не забивал. Дебютным для Дика стал поединок полуфинала Кубка КОСАФА 30 августа 2003 года в Булавайо против сборной Свазиленда (2:0), в котором он провёл 90 минут. Дважды выигрывал Кубок КОСАФА — в 2003 и 2005 годах, стал бронзовым призёром в 2004 году.

## Достижения

### Командные
«Амазулу»
- Чемпион Зимбабве (1): 2003.
- Бронзовый призёр чемпионата Зимбабве (1): 2002.

«Легия»
- Бронзовый призёр чемпионата Польши (1): 2006/07.

«Хайлендерс»
- Серебряный призёр чемпионата Зимбабве (1): 2007.
- Бронзовый призёр чемпионата Зимбабве (1): 2012.

Замбия
- Обладатель Кубка КОСАФА (2): 2003, 2005.
- Бронзовый призёр Кубка КОСАФА (1): 2004.